# GP Ciudad de Valladolid
Der Grand Prix Ciudad de Valladolid war ein Eintagesrennen für Frauen, das ab 2010 jährlich im spanischen Valladolid ausgetragen wurde. Das Rennen war Teil des Rad-Weltcups der Frauen. Die Strecke führte über rund 123 Kilometer.
Siegerin der ersten Austragung war die Deutsche Charlotte Becker, die damit auch gleichzeitig ihren ersten Weltcup-Sieg feierte. 

## Siegerliste
| - seit 2012 nicht ausgetragen - 2011 Marianne Vos - 2010 Charlotte Becker |